# Caryl Churchill
Caryl Churchill, née le 3 septembre 1938 à Londres, est une écrivaine et dramaturge britannique. Elle écrit également des scénarios pour la télévision.

## Biographie
Caryl Churchill est née en 1938 à Londres. Après la Seconde Guerre mondiale, sa famille émigra à Montréal au Québec (Canada), où elle intégra la Trafalgar School for Girls. Elle retourna en Angleterre pour étudier au Lady Margaret Hall (Oxford) où elle obtient, en 1960 un diplôme de littérature anglaise.
Elle commença sa carrière ici, écrivant trois pièces jouée par des groupes d'étudiants de son université : Downstairs, You've No Need to be Frightened et Having a Wonderful Time.
En 1961, elle épousa l'avocat David Harter, et ils ont trois enfants.
Elle préside la Palestine Solidarity Campaign (Campagne de solidarité pour la Palestine).

## Pièces de théâtre
- Downstairs (1958)
- Having a Wonderful Time (1960)
- The Ants (1962)
- Lovesick (1969)
- Abortive (1971)
- Not Not Not Not Not Enough Oxygen (1971)
- Owners (1972)
- Schreber's Nervous Illness (1972) - basée sur les Mémoires d’un névropathe de Daniel Paul Schreber
- The Hospital at the Time of the Revolution (1972)
- The Judge's Wife, radio drama (1972)
- Objections to Sex and Violence (1975)
- Light Shining in Buckinghamshire (1976)
- Vinegar Tom (1976)
- Traps (1977)
- The After-Dinner Joke (1978 )
- Seagulls (1978)
- Cloud Nine (1979)
- Three More Sleepless Nights (1980)
- Top Girls (1982)
- Crimes (1982)
- Fen (1983)
- Softcops (1984)
- A Mouthful of Birds (1986)
- Serious Money (1987)
- Ice Cream (1989)
- Hot Fudge (1989)
- Mad Forest (1990)
- Lives of the Great Poisoners (1991)
- The Skriker (1994)
- Blue Heart (1997)
- Hotel (1997)
- This is a Chair (1999)
- Far Away (2000)
- Thyestes (2001) - adaptation de la tragédie de Sénèque
- A Number (2002)
- A Dream Play (2005) - adaptation de la pièce de August Strindberg
- Drunk Enough to Say I Love You? (2006)
- Seven Jewish Children (2009)